# Damir Rastić
Damir Rastić (* 23. Juli 1988) ist ein ehemaliger serbischer Biathlet.

## Karriere

### Biathlon
Damir Rastić startet für den SK Sjenica. Er trat seit 2005 in Rennen des Junioren-Europacups an. 2006 startete er bei der Junioren-Europameisterschaft in Langdorf und wurde dort 76. im Einzel und im Sprint. Seit der Saison 2006/07 läuft Rastić im Biathlon-Europacup. Sein erstes Rennen bestritt er 2006 in Obertilliach und wurde 115. des Sprints. In Martell wurde er 2007 bei den Junioren-Weltmeisterschaften und wurde dort 51. im Sprintrennen, 48. des Sprints und 50. im Verfolgungsrennen. Bei der Junioren-Europameisterschaft in Bansko war sein bestes Resultat ein 34. Rang in der Verfolgung. Dazwischen trat Rastić bei den Biathlon-Weltmeisterschaften 2007 in Antholz an. Im Sprint wurde er 91., im Einzel trat er, obwohl gemeldet, nicht an. Zum Ende der Saison 2006/07 debütierte der Serbe am Holmenkollen in Oslo im Biathlon-Weltcup. In seinem ersten Rennen, einem Einzel, kam er auf den 105. Platz. Auch im folgenden Jahr trat er nacheinander bei drei Großereignisse an. Zunächst wurde er in Ruhpolding bei den Junioren-Weltmeisterschaften 84. im Einzel und 78. im Sprint. Bei den Biathlon-Weltmeisterschaften 2008 in Östersund kamen drei Einsätze hinzu. Im Einzel belegte Rastić den 84. Platz. Es war das beste Resultat eines Serben bei der WM und Rastićs bestes Resultat im Rahmen des Weltcups. Im Sprint wurde er zudem 103., mit der Staffel 24. Die Junioren-Europameisterschaften in Nové Město na Moravě ergaben einen 28. Rang im Sprint als bestes Resultat. Mit Beginn Saison 2008/09 startete Rastic im Weltcup. Allerdings erreichte er nie eine Einzelplatzierung unter den besten 100. So auch bei den Weltmeisterschaften 2009, wo er in Einzel und Sprint 100. wurde. Mit der Staffel belegte er den 26. Rang. Auch in den Folgejahren startete Rastć im Weltcup und landete stets im Bereich der Positionen zwischen 90 und 100. Deutlich besser lief es für ihn in der Saison 2012/13. Zwar stieg er erst in der zweiten Saisonhälfte ein, konnte aber mit Position 59 im Einzel in Sotschi erstmals eine Platzierung unter den besten 60 erreichen. Auch in der Saison 2013/14 konnte sich Damir Rastić noch einmal steigern. Mit Platz 58 im Sprint von Pokljuka konnte sich der Serbe erstmals für eine Verfolgung im Weltcupzirkus qualifizieren. Dort wurde er nach 7 Schießfehlern 57. Gleich zu Beginn der folgenden Saison konnte er diese Position 57 (sein bestes Weltcupresultat) erneut im Einzel in Östersund erreichen. Nachdem er zuletzt im Jahr 2015 ein Weltcuprennen bestritten hatte und zahlreiche IBU-Cuprennen lief, stieg Rastić im Jahr 2019 in Oberhof mit Platz 91 im Sprint wieder im Weltcup ein.

### Skilanglauf
Neben Biathlon betrieb Rastić auch Skilanglauf. Vor allem zwischen 2003 und 2006 und zwischen 2010 und 2018 trat er in der Sportart bei unterklassigen internationalen Rennen wie dem Balkan-Cup und FIS-Rennen an. Bei den Nordischen Skiweltmeisterschaften 2005 von Oberstdorf trat der Serbe im 15-Kilometer-Freistilrennen an und wurde 116. Nachdem er sich zwischen den Jahren 2006 und 2009 hauptsächlich auf den Biathlon konzentrierte, startete Rastić erst 2010 wieder bei einem FIS-Rennen in Jahorina in Bosnien-Herzegowina. In den nächsten Jahren pendelte Rastić sowohl zwischen den Biathlon-Wettkampfebenen Biathlon-Weltcup und IBU-Cup, als auch zwischen Skilanglauf-Continental-Cups und FIS-Rennen. In der Saison 2015/16 erreichte er im Balkancup den dritten Platz in der Gesamtwertung. Dabei errang er zweimal den zweiten und einmal den dritten Platz. In der folgenden Saison kam er im Balkancup siebenmal auf den zweiten Platz. Zudem holte er in Ravna Gora und in Bansko jeweils über 10 km Freistil seine ersten Siege in dieser Rennserie und belegte damit zum Saisonende den zweiten Platz in der Gesamtwertung. Bei den Nordischen Skiweltmeisterschaften 2017 in Lahti kam er auf den 80. Platz im Sprint. Im Dezember des Jahres feierte er sein Debüt im Skilanglauf-Weltcup 2017/18. Beim Sprint in Davos wurde er 104. Zu Beginn des Jahres gewann er im Balkan Cup das 10-km-Rennen im türkischen Erzurum. Bei den anschließenden Olympischen Winterspielen 2018 in Pyeongchang startete Rastić in den Langlaufwettbewerben. Im 15-km-Freistilrennen wurde er 68., im Sprint 75. Kurz darauf konnte er in Zlatibor erneut ein 10-km-Freistilrennen gewinnen.

## Siege bei Continental-Cup-Rennen (Langlauf)
| Nr. | Datum            | Ort        | Disziplin      | Serie      |
| --- | ---------------- | ---------- | -------------- | ---------- |
| 1.  | 5. Februar 2017  | Ravna Gora | 10 km Freistil | Balkan-Cup |
| 2.  | 25. März 2017    | Bansko     | 10 km Freistil | Balkan-Cup |
| 3.  | 21. Januar 2018  | Erzurum    | 10 km Freistil | Balkan-Cup |
| 4.  | 28. Februar 2018 | Zlatibor   | 10 km Freistil | Balkan-Cup |

## Biathlon-Weltcup-Platzierungen
Die Tabelle zeigt alle Platzierungen (je nach Austragungsjahr einschließlich Olympische Spiele und Weltmeisterschaften).
- 1.–3. Platz: Anzahl der Podiumsplatzierungen
- Top 10: Anzahl der Platzierungen unter den ersten zehn (einschließlich Podium)
- Punkteränge: Anzahl der Platzierungen innerhalb der Punkteränge (einschließlich Podium und Top 10)
- Starts: Anzahl gelaufener Rennen in der jeweiligen Disziplin
- Staffel: inklusive Mixed- und Single-Mixed-Staffeln

| Platzierung              | Einzel | Sprint | Verfolgung | Massenstart | Staffel | Gesamt |
| ------------------------ | ------ | ------ | ---------- | ----------- | ------- | ------ |
| 1. Platz                 |        |        |            |             |         |        |
| 2. Platz                 |        |        |            |             |         |        |
| 3. Platz                 |        |        |            |             |         |        |
| Top 10                   |        |        |            |             |         |        |
| Punkteränge              |        |        |            |             | 20      | 20     |
| Starts                   | 29     | 79     | 1          |             | 20      | 129    |
| Stand: 31. Dezember 2021 |        |        |            |             |         |        |